# 아자데 사마디
아자데 사마디(페르시아어: آزاده صمدی, 영어: Azadeh Samadi, 1979년 1월 7일 ~ )는 이란의 배우이다.